# 現代標準法語
現代標準法語是一種以巴黎方言（法蘭西島地區）為基礎音的法國標準語與通用語，從高盧地區（特別是北高盧）的拉丁語當地口語所演進而來。現代標準法語是除英語之外最多國家使用的官方語言，也是世界上法語教育規定口語和書面形式的正式標準 ，本條目描述現代標準法語的發展過程。

## 發展

法蘭西王國王室的直屬領地(淺藍色部分)只有巴黎到奧爾良之間的狭小地區，被稱為法蘭西島

早期古典法語指的是基於王室直屬的法蘭西島、巴黎地區的語言，是一種羅曼語，它主要源自通俗拉丁語，與法國北部的高盧羅曼語方言演變而來，並且在8世紀左右深深受到日耳曼人的影響。另外，在各地區有各地區語言，比如有安茹語、貝里、勃艮第語、香檳語、弗朗什-孔泰語、諾曼語、皮卡第語、普瓦圖、桑通日和瓦隆語，除此之外還有幾個重要的大國領主，這些地區的語言差異甚大，往往無法互相溝通。
勃艮第語，分布在勃艮第公國，是一個完全獨立的公國，都第戎；法王在名義上封賜爵位給勃艮第，實際上完全不理法王
諾曼語，一種維京人語言，分布在諾曼底，主要城市有卡昂和魯昂。諾曼維京人佔領了萊茵河下遊，與法王對戰多次，法王給予諾曼維京人封臣。
加洛语，为布列塔尼使用的語言，為凱爾特語言的分支；布列塔尼為凱爾特人所建立，與法蘭西征戰數百年，敵視法王，雖臣屬法王，但對內稱王，百年戰爭時幫助英格蘭等攻打法蘭西王室，瘋狂戰爭時與神聖羅馬帝國聯合。
直到16世紀，法蘭西王室正式將布列塔尼併入版圖後，法蘭西在各方面進行一系列重要的改革，語言被列為重要項目。1539年8月，法蘭西國王弗朗索瓦一世頒布的維萊科特雷法令，正式規定巴黎一帶使用的方言為法蘭西官方用語，以取代拉丁語、方言和其它地方性語言，成為法律和行政上的官方語言，同年9月，巴黎高等法院将其寫入法律，但由於長期領主眾多，各地呈現長期使用各種不同的方言的狀態，該法令無法形成有效的共識。然而，常使用法語的（巴黎一帶）主要還是法王直屬領地法蘭西島一帶的人們，原則上，法王對其臣民所使用的語言並沒有辦法採取強硬立場。巴斯克當地用巴斯克語，普羅旺斯用普羅旺斯語，官署的人能抓到重點就好。
1635年法蘭西王國政府正式成立法蘭西學院，負責編纂法語的正字法規。但即使在巴黎地區，巴黎地區的方言腔調也非常不同，甚至差異到可能無法判別的程度，為此，法蘭西學院的創辦人克洛德·法夫尔·德·沃热拉（Claude Favre de Vaugelas）提議標準化法語詞彙，編纂第一本正式規定法蘭西標準語的詞典，沃熱拉認為標準法語不該使用平民沒教養的語詞，只能包含適合在宮廷和文學沙龍中對話的詞，因此只有兩萬四千個詞符合要求，一萬五千多個詞沒通過。沃熱拉死後由弟子持續編輯，直到1694年，法語標準化的工作終於接近完工階段，法蘭西學院才注意到沒有創造拼字的順序。經過趕工後，法蘭西學院決定不在乎完整表現出當時的發音與規律，簡化了詞彙拼字，終於在17世紀末，法蘭西標準語完成了。
法蘭西王國的上層階級認為法蘭西標準語非常優美，受到廷臣、貴族、富人和文人熱愛，但是下層不會用，鄉間的農民和工匠就算知道有標準語也幾乎不懂。而其他地區也差不多，這種情形一直到1789年法國大革命發生，掃除了舊的領主、舊的省份、議會和法律，出現真正強化了中央統一的行政管理體系才改變。

### 第一共和國
1792年法蘭西第一共和國建立，起初，革命者宣布共和國所有公民享有語言自由，然而這項政策隨後被放棄，轉而採用共同語言，從而廢除法國各地區的其他語言的政策。
1792年，從法國大革命脫穎而出的改革者們成立政府，宣布以純正的巴黎方言制定的法蘭西標準語作為官方法語，並且進行推廣，由於過去法國國王所屬的各國都有自己的方言，布列塔尼語、巴斯克語、普羅旺斯語、奧克西唐語、阿爾薩斯語等地方語言主導了的各個地區。這些語言不僅僅是地方語言，而是有自己的文法規則和詞彙的不同語言。
由於各地的方言語法與法語不同，溝通困難，所以這項政策推行的不是很順利，因此被改革者視為無法接受進步教育與民主的因素之一。革命人士巴雷爾主張為了打造強大的法蘭西第一共和國，認為必須徹底對法國公民進行革命，以強烈手法推廣法蘭西標準語。對此，他在國民議會上陳述：
君主政體有理由像巴別塔一樣，但是在民主制度下，讓公民忽視國家標準語言（巴黎語言），無法控制，就是背叛祖國（法蘭西）…對一個自由的人民來說，每個人的語言必須是統一的。我們還沒有算要花多少錢來將前兩次國民議會的法律翻譯成法蘭西的各種方言！好像我們有責任維持那些野蠻的土話和粗俗的行話！！
1794年的調查報告顯示，法國2500萬居民中只有300萬會說標準法語，整個法國各地只有十分之一的人口能說流利的法語。八十三個省中，只有十五個省的平民日常生活中會使用標準法語當作日常語言，在八名市民中只有一個人能說標準法語，四個人裡面只有一個能聽得懂。
政治改革者們認為這些地方語言讓群眾處於蒙昧狀態，缺乏理解與接受行政文件所需要的能力，因此被視為反民主的表現，必須強迫他們使用標準法語，根除各地區的方言，讓純正的巴黎腔而生的法蘭西標準語作為全部法蘭西人的母語，才能讓法蘭西的民眾脫離蒙昧。
1794年在國民大會發表的《關於根除方言的必要性和手段》報告獲得法蘭西政府的熱烈回響，亨利·格雷瓜爾（Henri Grégoire）在報告中闡述了消滅方言和普遍使用法蘭西標準語的必要性，並且痛惜法國這個世界上最先進的國家，自由的先鋒隊，卻沒有超越巴別塔
該報告發表後，國民大會開始指定法律與政策政策，新法於1789 年12月22日通過，並於隔年1790年3月4日生效。官方制定了兩項法律，規定共和國內公共場所和學校唯一容忍的語言是法蘭西標準語。不守規定的人可能會被解雇，還要坐牢六個月。然而，不穩定的社會讓第一共和國缺乏時間看到語言政策的實施成果。1804年第一共和國滅亡，隨著第一帝國成立與波旁家族復辟，社會進入動盪局面。

### 第一帝國時期與第二共和
法蘭西帝國建立後，教學上推行標準語的方針未產生太大的變化。1833年，政府頒布法令：凡是具有500名居民以上的城鎮皆必須開設一所免費的國小，提供當地的男孩就學，在此法令之下，私立學校得以合法化，政府與教育人員推廣法蘭西標準語。法蘭西第一帝國統治法國時，來自各地的人口眾多，因此只要能遵從政府命令，原則上對民眾日常用語不太強制。
第二共和國成立後，民主革命家持續加強法蘭西標準語作為法國及其領土內唯一的主導語言的地位，並且對地區方言使用者一定懲罰。一位法國官員給布列塔尼西部菲尼斯泰爾教師的指示包括以下內容：「請記住，先生們：你們被賦予這個職位是為了消滅布列塔尼語。」，另一位在巴斯克地區下比利牛斯省的省長在1846年寫道：「我們巴斯克地區的學校特別致力於用法語取代巴斯克語…」
政府於1850年通過國民教育《法盧法案》，該法規定法蘭西標準語是學校使用的唯一語言，不允許以地區方言作為教學的語言，只能接受透過地區方言輔助法語教學，該法到了第二帝國時依舊施行，但在1863年，法國南部一半以上的人口仍然沒有講法語。比如在多爾多涅地區，這一比例甚至更高，90%以上的人口仍然主要說歐西坦語（奧克語）。

### 第三共和國

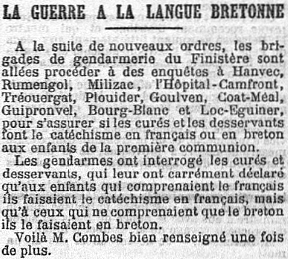
1903年法國報紙上反對神職人員宣教時使用布列塔尼語

1880年代，第三共和國致力於法國現代化，特別是提高人民的識字率和常識，並建立了義務初等教育。所有法蘭西標準語以外，社會上其他語言都被禁止，即使在校園裡也是如此，規定小學唯一允許使用的語言是法語，任何違規行為會受到嚴厲懲罰。
在第三共和國的社會氣氛中，許多法律與輿論均讉責地區方言的使用。法國政府於1881年與1882年陸續修法更改教育制度，對於地區語言更加嚴苛，修法的內容涉及兩個部分，其一是提倡全面義務教育，鼓勵所有法國人民不分年齡必須接受學校教育；其二是，嚴禁在學校與法蘭西任何公開場所使用地區語言。 
社會及學校使用法蘭西標準語以外的語言的懲罰和公開羞辱的政策導致說法國地方語言的人數迅速下降。。1918年之後，法國政府宣佈阿爾薩斯-洛林被禁止使用日耳曼語，1925年，公共教育部長阿納托爾·德·蒙齊(Anatole de Monzie )公開表示，「為了法國的語言統一，布列塔尼語必須消失」。布列塔尼語成為第一指定消滅方言，除此之外，普羅旺斯語、科西嘉語、阿爾薩斯語、佛蘭芒語、巴斯克語與歐西坦語等紛紛受到嚴重衝擊。

### 第五共和國
即使1964年法國政府首次允許當地電視台播出一分半鐘的布列塔尼節目。但在1972年，總統喬治·蓬皮杜也宣稱「在註定要在歐洲留下印記的法國，少數民族語言沒有容身之處」。
1992年修改憲法，明確在憲法中規定「共和國的語言是法語。」
1994通過圖邦法（全名：1994 年 8 月 4 日關於法語使用的第 94-665 號法律）強制要求在官方政府出版物、所有廣告、所有工作場所和商業合約中使用法語、在其他在一些商業傳播環境、所有政府資助的學校以及其他一些環境中
該法律不涉及私人、非商業通信，例如私人機構的非商業網絡出版物。 它不涉及不構成商業|商業活動的書籍、電影、公開演講和其他形式的通信。 然而，法律強制要求在所有廣播視聽節目中使用法語，但音樂作品和“原版”電影除外。
廣播音樂作品須遵守相關法律規定的配額規則，即廣播和電視上播放的歌曲中至少有一定比例必須是法語。 法國境內播放的歌曲中至少有十分之四廣播電台必須使用法語。
2006年，根據這項法律，一家美國公司的法國子公司僅以英語向其員工提供軟件和相關技術文檔，被處以50萬歐元的罰款，另加每天2萬歐元的持續罰款。
進入21世紀後，政策受到了不少挑戰。2008年，凡爾賽宮議會提出修訂，正式承認地區語言。然而在2015年10月27日，法國參議院否決了關於批准《憲法》的法律草案歐洲區域或少數民族語言憲章，推翻了國會通過憲法改革的假設，阻擋憲法改革本來可以賦予區域語言價值和合法性。
自19世紀以來，在第三共和國、第四共和國和現在的第五共和國各時期的法國政府一直試圖在公立學校中消除少數語言，以努力建立同質的法蘭西，這種情形直到20世紀60年代後開始逐漸獲得改善。搶救即將滅亡的地方語言的踴躍聲浪，在20世紀末也得到官方許認，但並沒有得到法國官方踴躍的支持，比如就媒體而言，自1982年以來，民間已經在聯合基礎上創建了一些布列塔尼語廣播電台，但在電視廣播中仍然很少找到布列塔尼語， 即使2000年推出知名的布列塔尼語TV Breizh，然而，在2000年後，布列塔尼語節目逐漸減少，媒體也轉而支持全法語廣播，直到2010年完全消失。教育部仍拒絕將地方語言納入考試科目。有關方言的雙語教學不是一項權利，而是取決於教師和學生雙方「明確表達的願望」。
2018年，曾經多次參選法國總統議員尚·呂克·梅蘭雄在接受訪問時帶有佩皮尼昂鄉音，於是被記者調侃：「你的問題是什麼？我聽不懂，誰能用可以理解的法語問我？」，該事件促使法國立法禁止口音歧視。
2021年，法蘭西議會通過了一項地方語言法，然而，其關於公立學校教育和在民事記錄中使用地方語言變音符號的語句被憲法委員會否決，因為憲法規定法蘭西第五共和國的語言是法語。
雖然自法國大革命後歷經數百年的歷史，且無論內外的環境或法國政權的如何更迭，法國歷代政府執行單一語言政策從未改變，該立場可從 1994 年法國制定的 圖邦法案(ToubonLaw)第一條條文「法蘭西的國家語言是法語」確知。法國對外主張多元文化主義或是多語言主義，對內則是堅持單一語言政策。